# Caroline Kovarski
Caroline Kovarski est professeur certifié et auteur d’ouvrages spécialisés. Elle a reçu le prix Roberval enseignement supérieur 2005, pour L’opticien lunetier : guide théorique et pratique, coord. (éditions Tec & Doc), et le prix Handi Livre 2007 du Meilleur Guide, pour La malvoyance chez l’adulte : la comprendre, la vivre mieux, coord. (éditions Vuibert).
Caroline Kovarski dirige aux éditions Tec & Doc Lavoisier, la collection « Réussir son BTS Opticien Lunetier », une collection de livres d’exercices et d’annales corrigés à destination des candidats au Brevet de technicien supérieur - Opticien lunetier, et la collection « Optique et Vision », collection d’ouvrages destinés à tous les professionnels de l’optique ou non.

## Publications
- L’opticien-lunetier : guide théorique et pratique, édition Tec & Doc Lavoisier, Paris, 2e édition, 2009  (ISBN 978-2-7430-1088-1) (BNF 42050093), 1re édition, 2004  (ISBN 2-7430-0651-X) (BNF 39286494). Prix Roberval Enseignement Supérieur 2005.
- La malvoyance chez l'adulte : la comprendre, la vivre mieux, coordonnateur, éditions Vuibert, Paris, 2007). Prix Handi Livre 2007 du meilleur Guide  (ISBN 978-2-7117-9196-5).
- Analyse de la vision : Cours de contactologie 1re année et 2e année, CLM Communication, Orsay, 2002.
- Analyse de la vision : Cours d'optique physiologique 2e année, CLM Communication, Orsay, 2001
- Analyse de la vision : Cours d'optique physiologique 1re année, CLM Communication, Orsay, 2000.

Collection « Réussir son BTS opticien-lunetier »
- Taylor Anelka, Jean-Christian Fekete, Gaëlle Thébaud, Exercices d'économie et gestion d'entreprise, éditions Tec & Doc Lavoisier, Paris, 3e édition 2010   (ISBN 978-2-7430-1038-6).
- Nicolas Crozat, Laurent Grienche, Fabrice Hurtevent, Exercices d’étude des systèmes optiques, éditions Tec & Doc Lavoisier, Paris, 2009  (ISBN 978-2-7430-1175-8).
- Isabelle Viards, Exercices de technologie et prise de mesures - Étude - Réalisation - Maintenance d'équipement - Détermination - Essai - Adaptation d'équipement, éditions Tec & Doc Lavoisier, Paris, 2008  (ISBN 978-2-7430-1005-8).
- Bénédicte Gaudron, Rémi Louvet, Exercices d'optique géométrique et physique, éditions Tec & Doc Lavoisier, Paris, 2007  (ISBN 978-2-7430-1004-1).
- Caroline Kovarski, Exercices d’analyse de la vision, éditions Tec & Doc Lavoisier, Paris, 2004  (ISBN 978-2-7430-0703-4).

Collection « Optique et Vision »
- Caroline Kovarski, coord., La malvoyance chez l’enfant : cadre de vie et aides techniques, éditions Tec & Doc Lavoisier, Paris, 2010  (ISBN 978-2-7430-1163-5) (BNF 42373816).
- Joseph Hormière, Instruments d’optique ophtalmique, éditions Tec & Doc Lavoisier, Paris, 2010  (ISBN 978-2-7430-1278-6).
- Jean-Jacques Damelincourt, Georges Zissis, Christian Corbé, Bernard Paule, Éclairages d’intérieur et ambiances visuelles, éditions Tec & Doc Lavoisier, Paris, 2010  (ISBN 978-2-7430-1208-3).
- Caroline Kovarski, coord., Les anomalies de la vision chez l'enfant et l'adolescent, éditions Tec & Doc Lavoisier, Paris, 2010  (ISBN 978-2-7430-1169-7) (BNF 42176386).
- Alain-Nicolas Gilg, Traiter la presbytie, éditions Tec & Doc Lavoisier, Paris, 2009  (ISBN 978-2-7430-1159-8).